# Peraleda del Zaucejo
Peraleda del Zaucejo è un comune spagnolo di 622 abitanti situato nella comunità autonoma dell'Estremadura.